# Astragalus potosinus
Astragalus potosinus är en ärtväxtart som beskrevs av Rupert Charles Barneby. Astragalus potosinus ingår i släktet vedlar, och familjen ärtväxter. Inga underarter finns listade i Catalogue of Life.